# Dagmar Bumpers

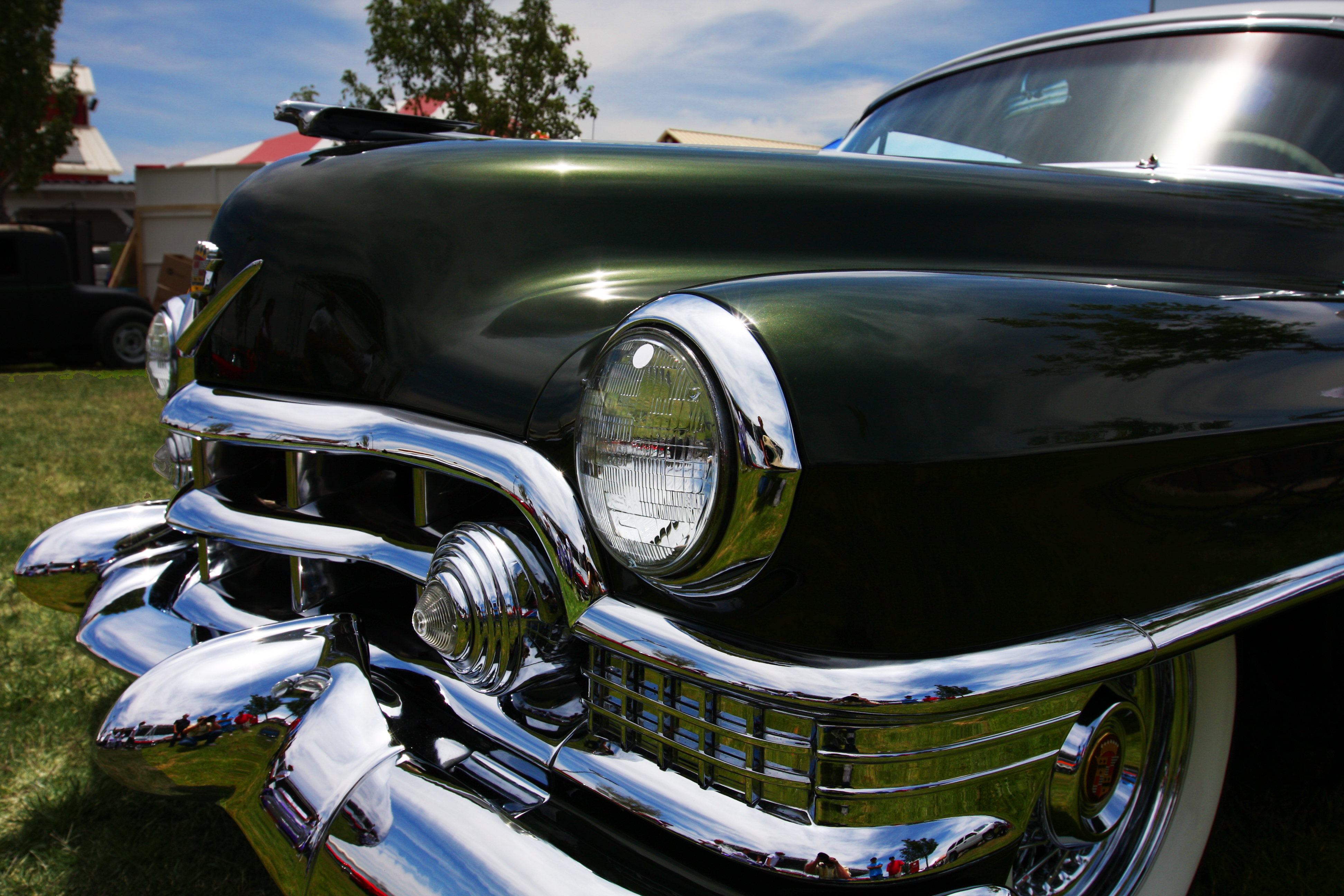
Frontpartie eines Cadillac von 1951 mit Dagmar Bumpers

Dagmar Bumpers (auch Dagmars) waren ein Stilmittel des Automobildesigns, das ab 1942, vor allem aber in den 1950er-Jahren an US-amerikanischen Personenwagen verwendet wurde. Es sind halbkugelförmige oder konische, zumeist verchromte Aufsätze auf den vorderen Stoßstangen, deren Form zunächst im Zweiten Weltkrieg an Projektile, später an weibliche Brüste erinnern sollte. Dagmar Bumpers werden in erster Linie mit der zum General-Motors-Konzern gehörenden Oberklassemarke Cadillac verbunden; es gab sie aber auch bei einigen anderen Herstellern bzw. Marken. Ebenso wie Heckflossen, die Coke-Bottle-Linie und die Knudsen-Nase sind Dagmar Bumpers Ikonen einer bestimmten Designära.

## Entstehungsgeschichte
Die ersten Dagmar Bumpers erschienen 1942 in den USA. Es war das letzte Jahr der zivilen Automobilproduktion, bevor die Branche infolge des Eintritts der USA in den Zweiten Weltkrieg ab März 1942 auf Militärfahrzeuge umgestellt wurde. Die Idee, die vorderen Stoßstangen von PKWs mit halbkugelförmigen Aufsätzen zu versehen, ging auf GM-Designer Harley Earl zurück. Earl stattete die Cadillac-Modelle des 1942er Jahrgangs mit derartigen Aufsätzen aus. Bei der Wiederaufnahme der zivilen Automobilproduktion im Spätsommer 1946 griff Cadillac dieses Designmerkmal zunächst unverändert auf und behielt es bis in die späten 1950er-Jahre bei. Im Laufe der Jahre wurden die Bumpers unter dem Einfluss des Cadillac-Designers Ed Glowacke zunehmend größer, auch ihre Einbindung in die Frontpartie änderte sich wiederholt. So wurden sie zu Beginn der 1950er-Jahre von den Stoßstangen gelöst und unmittelbar in die Frontverkleidung integriert. Im Modelljahr 1957 hatten die Hörner an ihren Spitzen schließlich Verkleidungen aus schwarzem Gummi. Mit der Einführung des Modelljahrs 1959 verschwanden die Dagmar Bumpers vollständig aus dem Cadillac-Programm; 1960 war das letzte Modelljahr, in dem sie mit dem Lincoln Premiere an einem neuen amerikanischen Auto angebracht wurden.
Neben Cadillac statteten zeitweise auch andere US-amerikanische Marken bzw. Hersteller ihre Modelle mit Dagmar Bumpers aus. Hierzu gehören Buick (1954 und 1955), Ford (1951) sowie die zum Ford-Konzern gehörenden Marken Mercury (1953–1956) und Lincoln (1960), aber auch Studebaker und Nash.
Einige Hersteller entwickelten das Designkonzept weiter. Bei Packard nahmen die Stoßstangenaufsätze in den frühen 1950er-Jahren die Form von vertikalen Rammblöcken an. Die zum Chrysler-Konzern gehörende Oberklassenmarke Imperial installierte 1955 und 1956 ebenfalls verchromte Aufsätze auf den Stoßstangen; sie dienten allerdings als Einfassung für Zusatzscheinwerfer.

## Sexuelle Bedeutung
Die Bedeutung der Dagmar Bumpers änderte sich im Laufe der Zeit. Mit Blick auf die weltpolitische Situation des Jahres 1942, in dem diese Stoßstangenaufsätze entwickelt worden waren, sollten sie zunächst Projektile oder Geschosse symbolisieren und damit Kraft und Einfluss vermitteln. Im Laufe der Jahre geriet allerdings eine sexuelle Konnotierung in den Vordergrund: Die Form der Wölbungen und ihre Positionierung unterhalb der als Augen verstandenen Scheinwerfer führten zu einer Assoziierung mit weiblichen Brüsten. Die schwarzen Aufsätze an den Spitzen der Bumpers schließlich, die Cadillac 1957 einführte, konnten als Hof der Brustwarze interpretiert werden.
GM unterstützte diese Assoziationen durch die Veröffentlichung von Pressefotos, auf denen weibliche Models mit betonter Brust neben Dagmar Bumpers abgebildet wurden. Als die Schauspielerin Kim Novak 1956 ihren Cadillac übernahm, legte sie sich für die begleitenden Fotografen in einem schulterfreien und tief ausgeschnittenen Kleid über die Frontpartie des Autos.

## Begrifflichkeit
Der Begriff Dagmar Bumpers wurde von keinem Hersteller offiziell verwendet. Es ist eine inoffizielle, aber allgemeine Terminologie. Sie verbindet einen weiblichen Vornamen mit der mehrdeutigen Vokabel bumpers, die einerseits für die Stoßstange steht, andererseits umgangssprachlich auch (mit abwertender Tendenz) für weibliche Brüste verwendet wird. Dies unterstützt somit die sexuelle Konnotation.
Der Bestandteil „Dagmar“ nimmt auf eine tatsächlich existierende Schauspielerin gleichen (Künstler-)Namens Bezug: Die als „Dagmar“ auftretende Schauspielerin Virginia Ruth Egnor war in den frühen 1950er Jahren eine landesweit bekannte Persönlichkeit, von der zahlreiche Zeitschriften regelmäßig Porträts und Oberkörperfotografien veröffentlichten. Wer erstmals den Bezug der Stoßstangenhörner zu „Dagmar“ herstellte, ist nicht bekannt. Gesichert ist allerdings, dass Virginia Egnor den Gebrauch ihres Künstlernamens als inoffizielle Bezeichnung für Stoßstangenhörner bereits in den 1950er Jahren kannte. Sie billigte dies und zeigte sich darüber amüsiert.

## Galerie

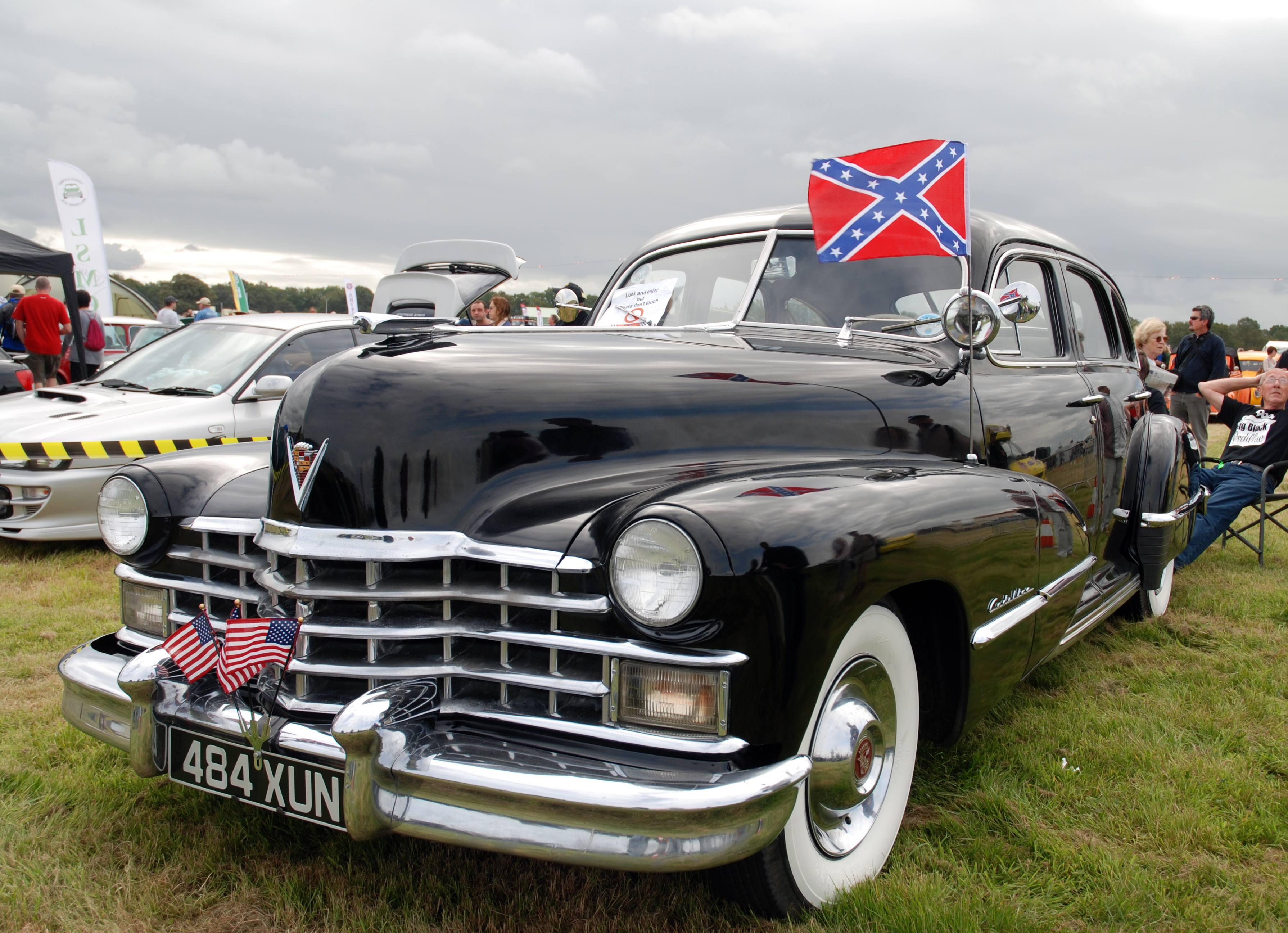
Cadillac Series 61 (1942)
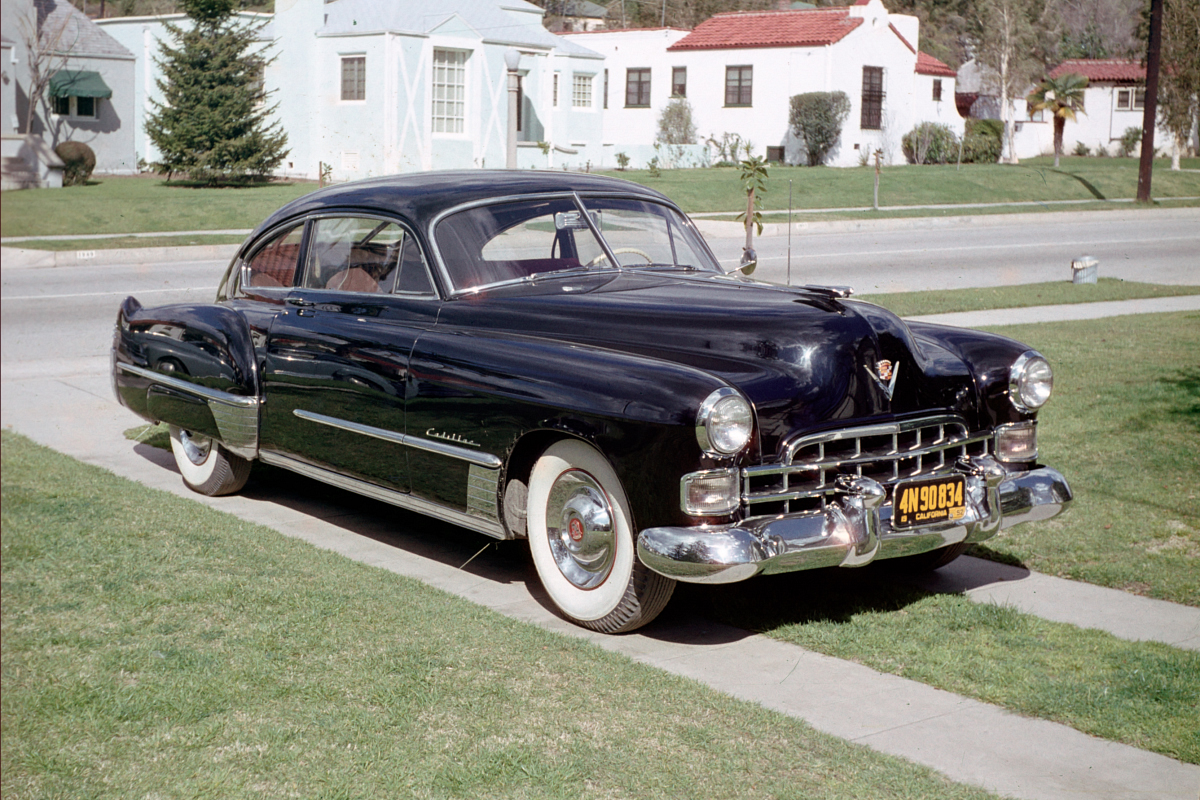
Cadillac Series 62 (1948)
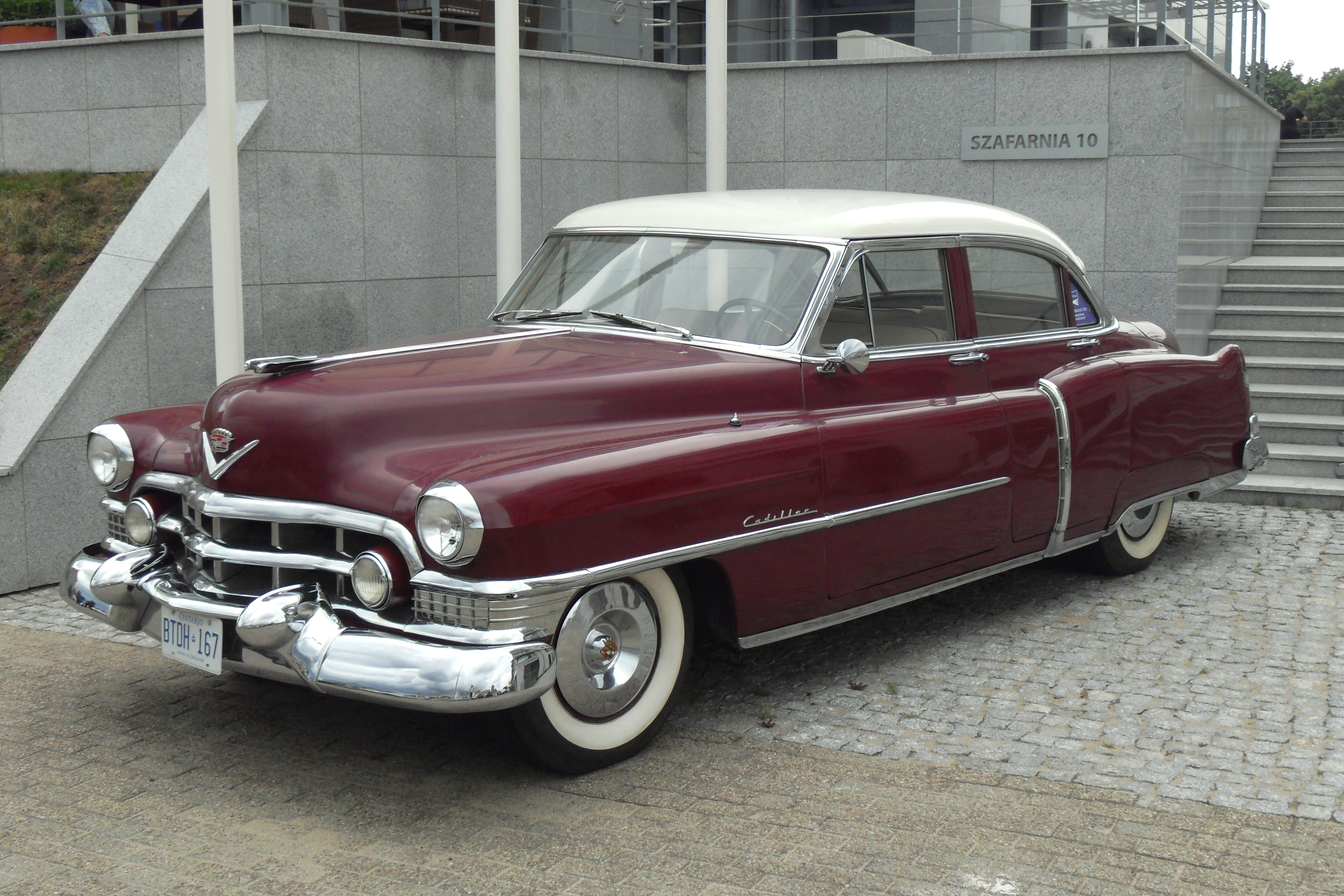
Cadillac Series 62 (1951)
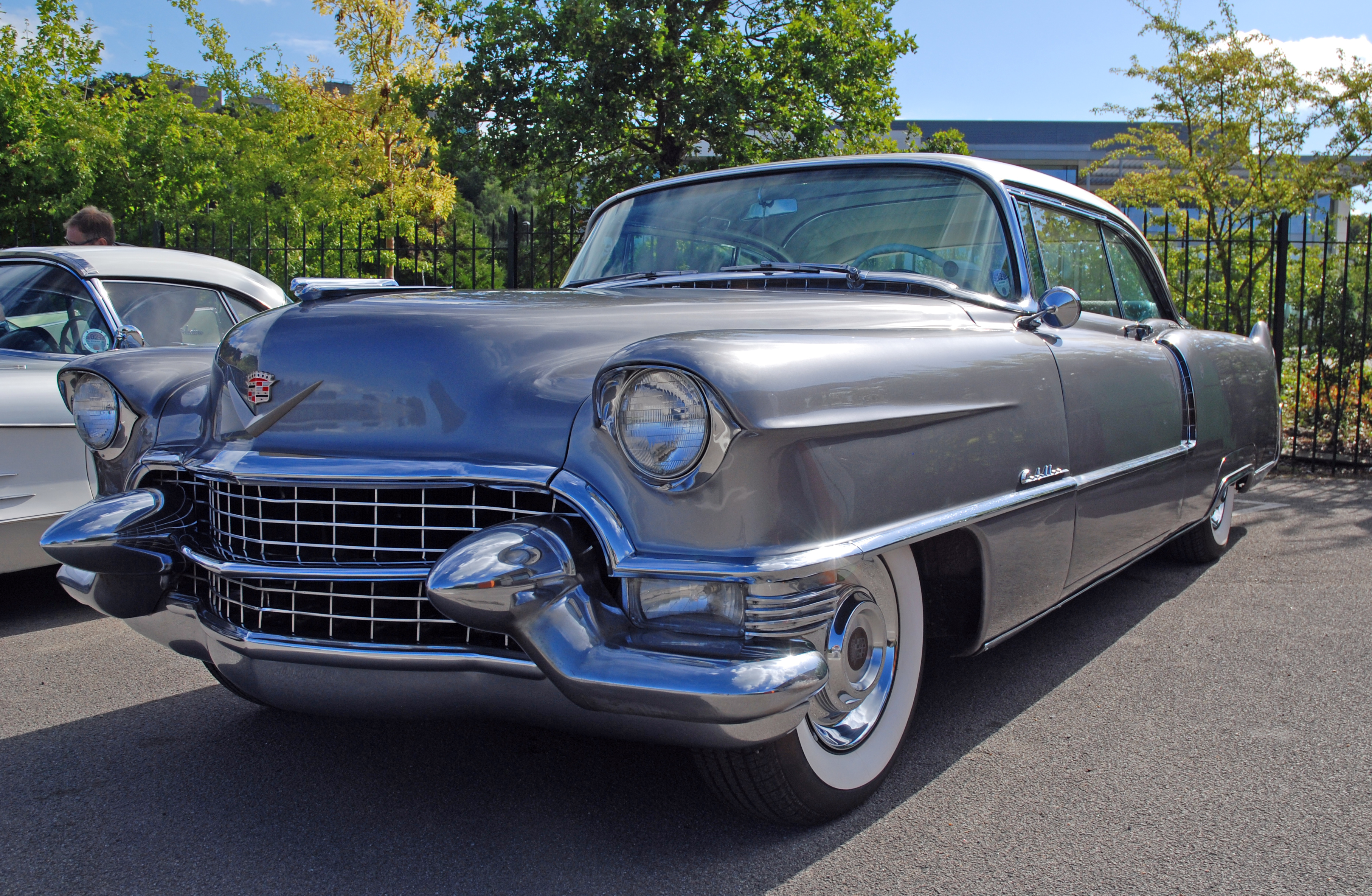
Cadillac Series 62 Coupe DeVille (1955)
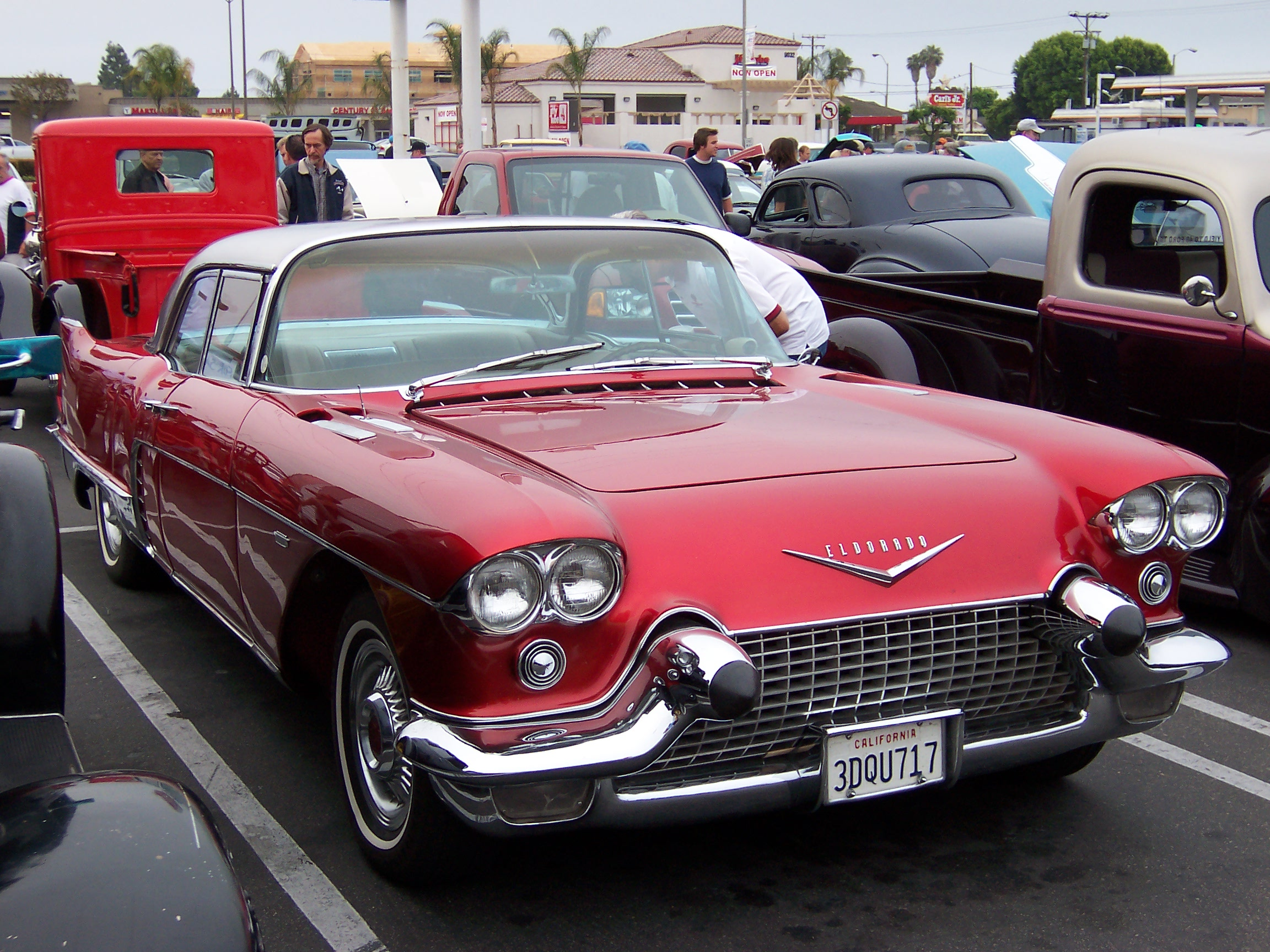
Cadillac Eldorado Brougham (1957)
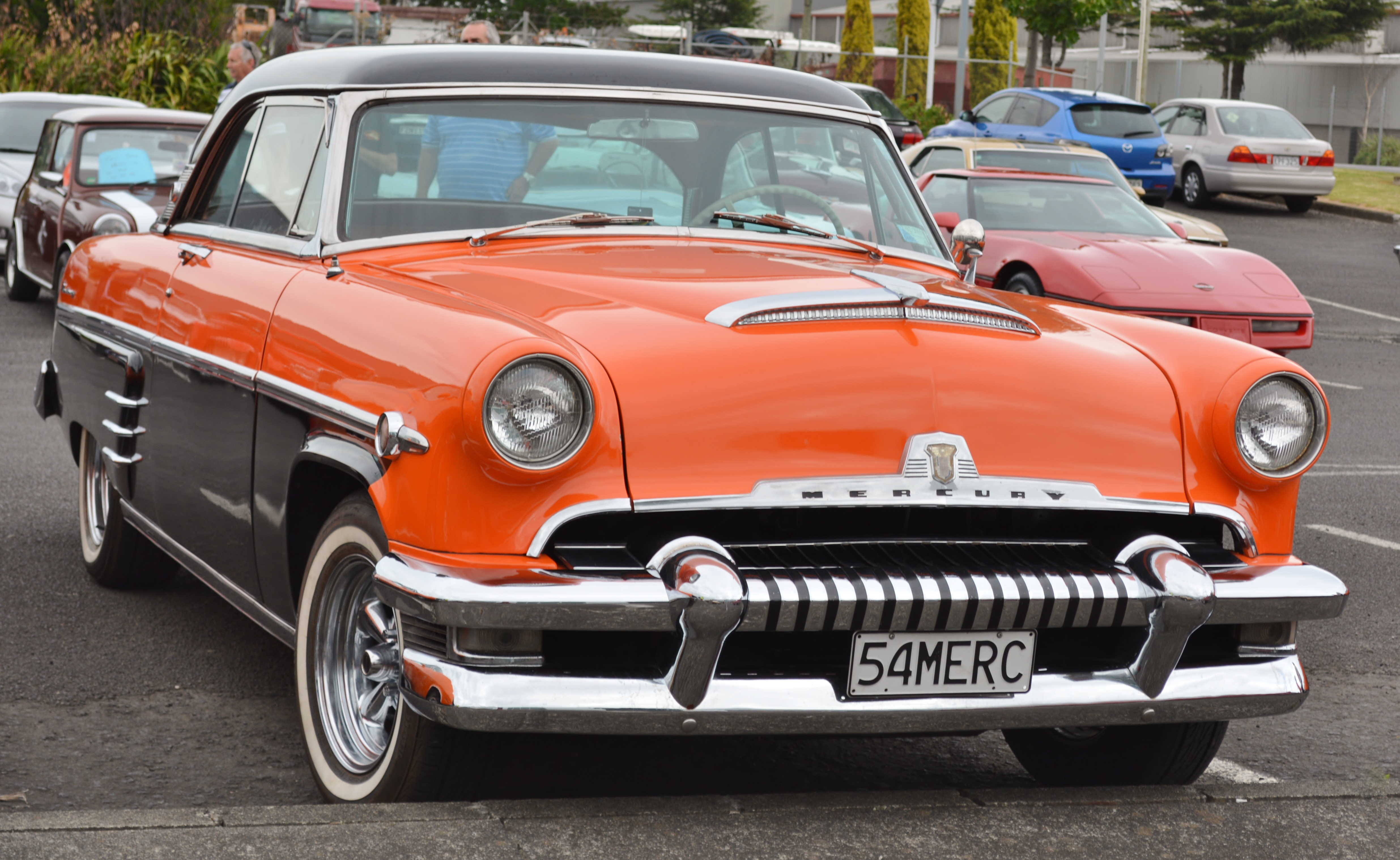
Mercury Monterey (1954)
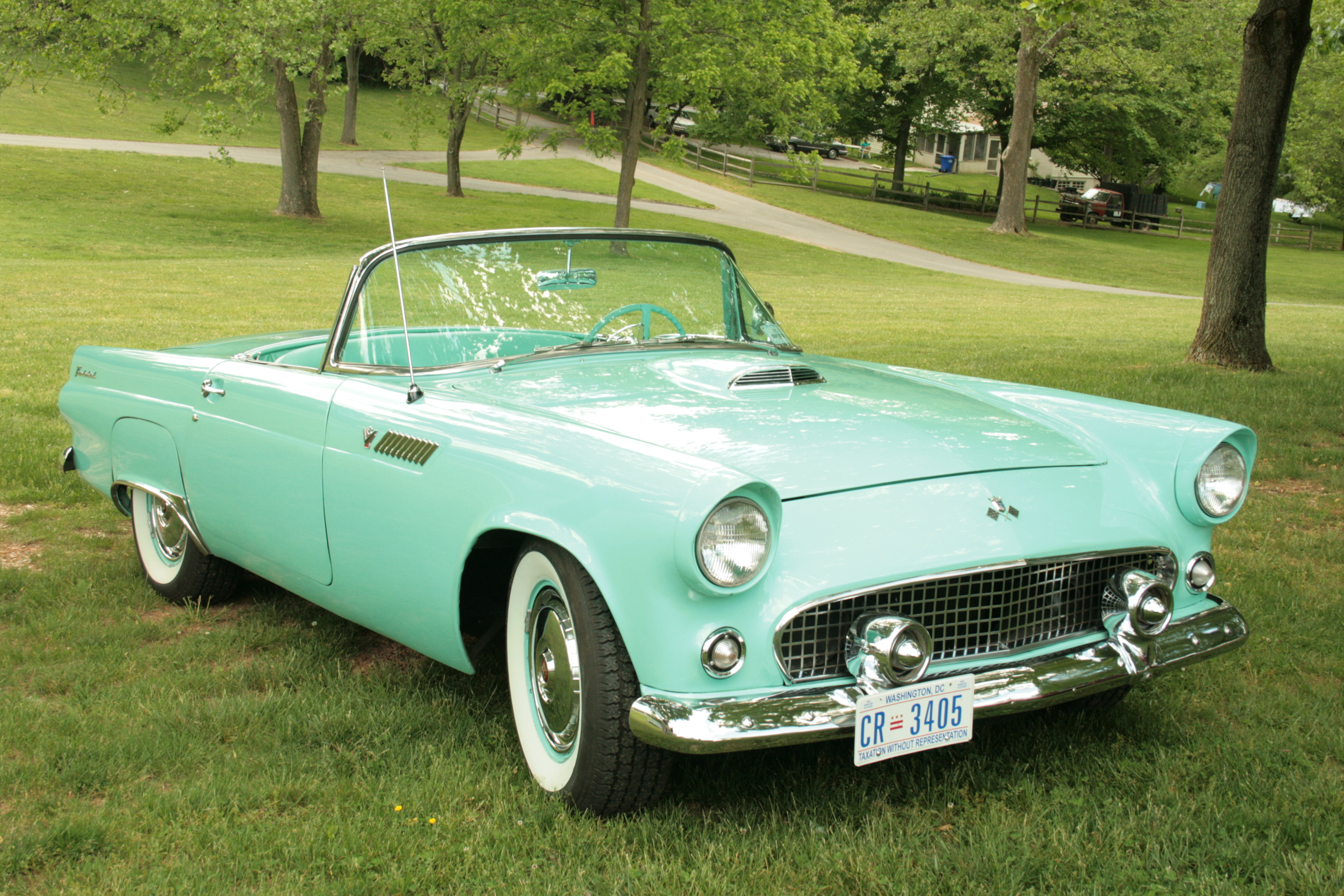
Ford Thunderbird (1955)
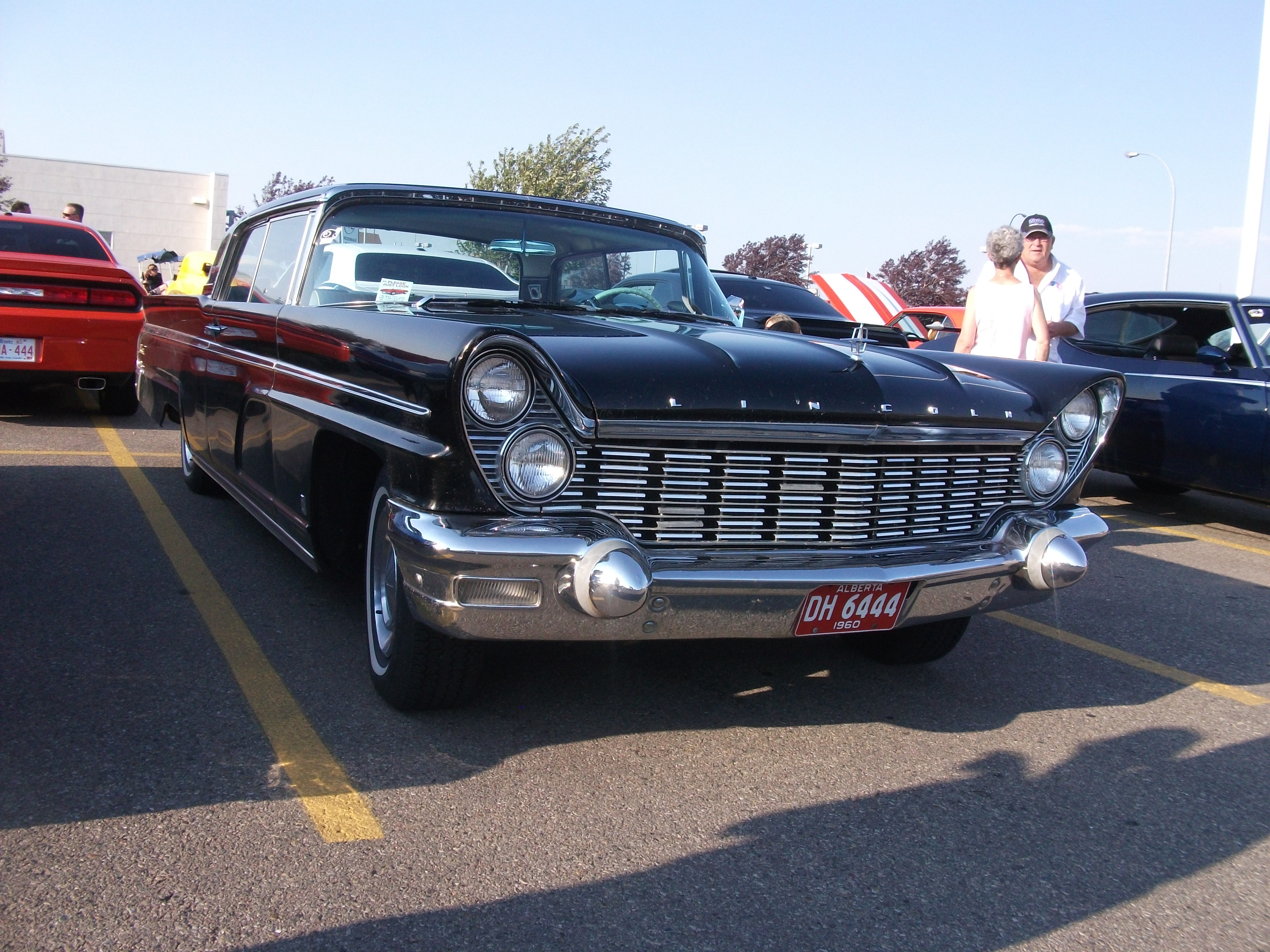
Lincoln Coupé (1960)

## Sabrina Bumpers

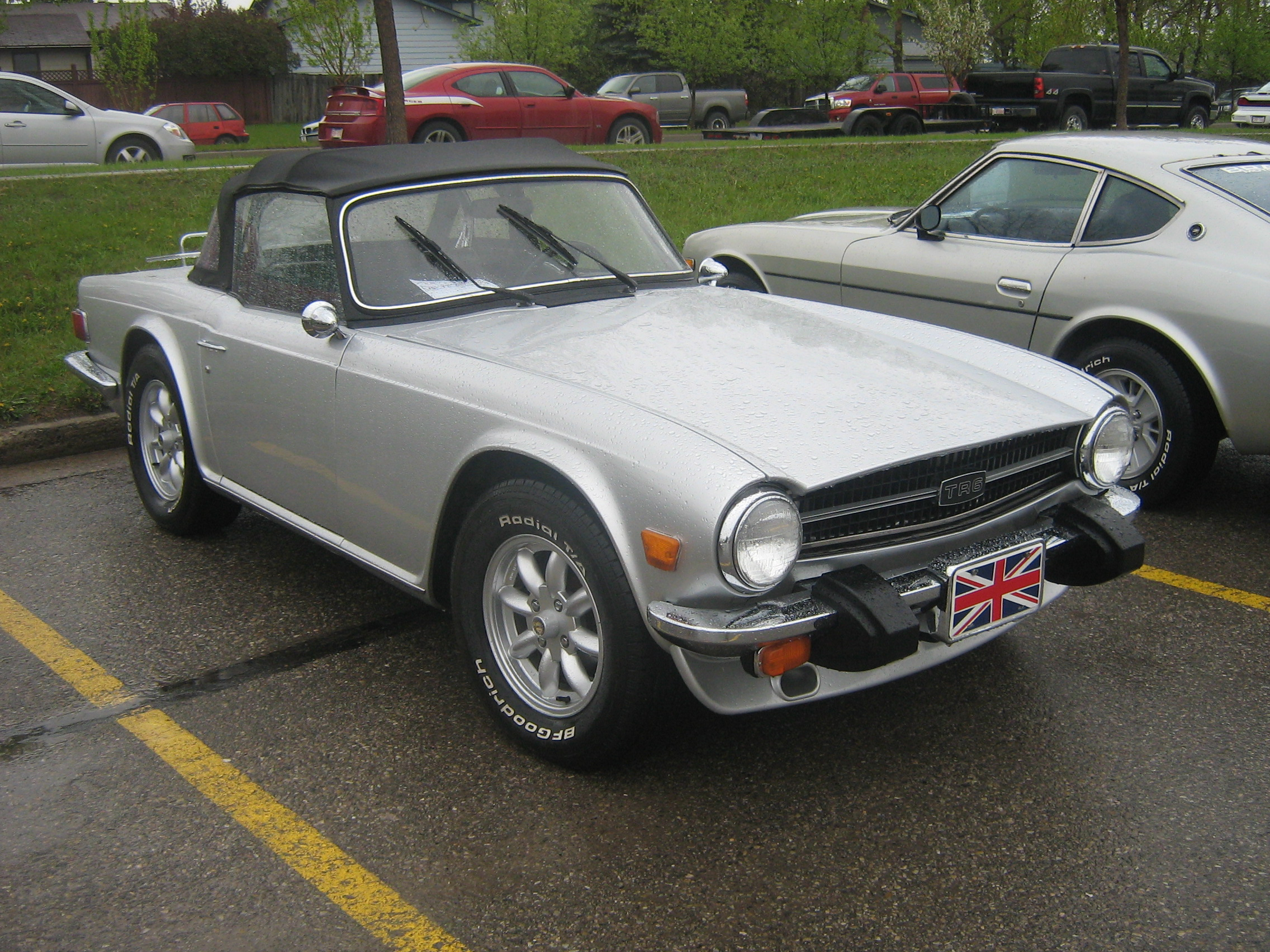
Sabrina Bumpers an einem Triumph TR6

Der Ansatz, Stoßstangenteile mit einem weiblichen Vornamen zu bezeichnen, erlebte Anfang der 1970er-Jahre mit den Sabrina Bumpers (auch: Sabrinas) eine Renaissance: Dies waren voluminöse, mehr oder minder konusförmige Stoßstangenhörner aus schwarzem Vollgummi, die speziell an den US-Exportversionen verschiedener britischer Sportwagen wie dem MGB, MG Midget oder Triumph TR6 montiert waren. Namensgeberin war die 1936 geborene Britin Norma Ann Sykes, die unter dem Künstlernamen Sabrina diesseits und jenseits des Atlantiks als Schauspielerin, Sexsymbol und britisches Gegenstück zu Jayne Mansfield bekannt war. Die Einführung der Sabrina Bumpers hatte anders als die Dagmars keinen vorrangig gestalterischen Hintergrund; vielmehr wurden sie – im Gegenteil – als besonders unästhetisch empfunden. Technisch waren sie eine preiswerte Reaktion auf den US-amerikanischen Motor Vehicle and Cost Saving Act von 1972: Karambolagen bis etwa acht Kilometer pro Stunde mussten ohne Schäden an sicherheitsrelevanten Fahrzeugteilen aufgefangen werden. Die Sabrina Bumpers fingen einen Teil der Kollisionskräfte ab und leiteten die verbliebenen über Metallträger und Stahlfedern in steifere Karosseriestrukturen ab; zugleich glichen die Sabrinas die uneinheitlichen Stoßstangenhöhen aus.